# Ходжа Шамс ад-Дін Алі
Шамс ад-Дін ібн Фазл Аллах — лідер Сербедарів Себзевара.

## Правління
1348 року після втрати Шамс ад-Діном ібн Фазлом Аллахом підтримки з боку військовиків Ходжа Шамс ад-Дін Алі захопив престол. Запровадив значні реформи, які не тільки призвели до зростання держави, але й принесла правителю багатьох ворогів. Це, зрештою, призвело до його повалення та сходження на престол Ях'ї Караві.